# Serbie aux Jeux olympiques d'hiver de 2014
La Serbie participe aux Jeux olympiques d'hiver de 2014 à Sotchi en Russie du 7 au 23 février 2014. Il s'agit de sa deuxième participation à des Jeux d'hiver.

## Bobsleigh
| Athlètes                         | Épreuves   | Course 1 | Course 1 | Course 2 | Course 2 | Course 3 | Course 3 | Course 4 | Course 4 | Total  | Total |
| Athlètes                         | Épreuves   | Points   | Rang     | Points   | Rang     | Points   | Rang     | Points   | Rang     | Points | Rang  |
| -------------------------------- | ---------- | -------- | -------- | -------- | -------- | -------- | -------- | -------- | -------- | ------ | ----- |
| Vuk Rađenović Aleksandar Bundalo | Bob à deux | 58 s 31  | 29e      | 58 s 56  | 29e      |          |          |          |          |        |       |

## Ski alpin
| Athlète         | Épreuves     | Course 1 | Course 1 | Course 2 | Course 2 | Total         | Total |
| Athlète         | Épreuves     | Temps    | Rang     | Temps    | Rang     | Temps         | Rang  |
| --------------- | ------------ | -------- | -------- | -------- | -------- | ------------- | ----- |
| Marko Vukićević | Super G      | NC       | NC       | NC       | NC       | 1 min 23 s 88 | 48e   |
| Marko Vukićević | Slalom géant |          |          |          |          |               |       |
| Marko Vukićević | Slalom       |          |          |          |          |               |       |

| Athlète           | Épreuves     | Course 1      | Course 1 | Course 2      | Course 2 | Total         | Total |
| Athlète           | Épreuves     | Temps         | Rang     | Temps         | Rang     | Temps         | Rang  |
| ----------------- | ------------ | ------------- | -------- | ------------- | -------- | ------------- | ----- |
| Nevena Ignjatović | Slalom géant | 1 min 22 s 14 | 29e      | 1 min 20 s 32 | 26e      | 2 min 42 s 46 | 28e   |
| Nevena Ignjatović | Slalom       |               |          |               |          |               |       |

## Snowboard
Slalom parallèle
| Athlète    | Épreuve                       | Qualifications | Qualifications | Huitième-de-finale | Quart-de-finale  | Demi-finale      | Finale           | Finale |
| Athlète    | Épreuve                       | Temps          | Rang           | Adversaire Temps   | Adversaire Temps | Adversaire Temps | Adversaire Temps | Rang   |
| ---------- | ----------------------------- | -------------- | -------------- | ------------------ | ---------------- | ---------------- | ---------------- | ------ |
| Nina Micić | Slalom géant parallèle femmes | 2 min 4 s 94   | 27e            |                    |                  |                  |                  |        |
| Nina Micić | Slalom parallèle femmes       |                |                |                    |                  |                  |                  |        |